# Danaea tuomistoana
Danaea tuomistoana är en kärlväxtart som beskrevs av A. Rojas. Danaea tuomistoana ingår i släktet Danaea, och familjen Marattiaceae. Inga underarter finns listade i Catalogue of Life.